# Хоа

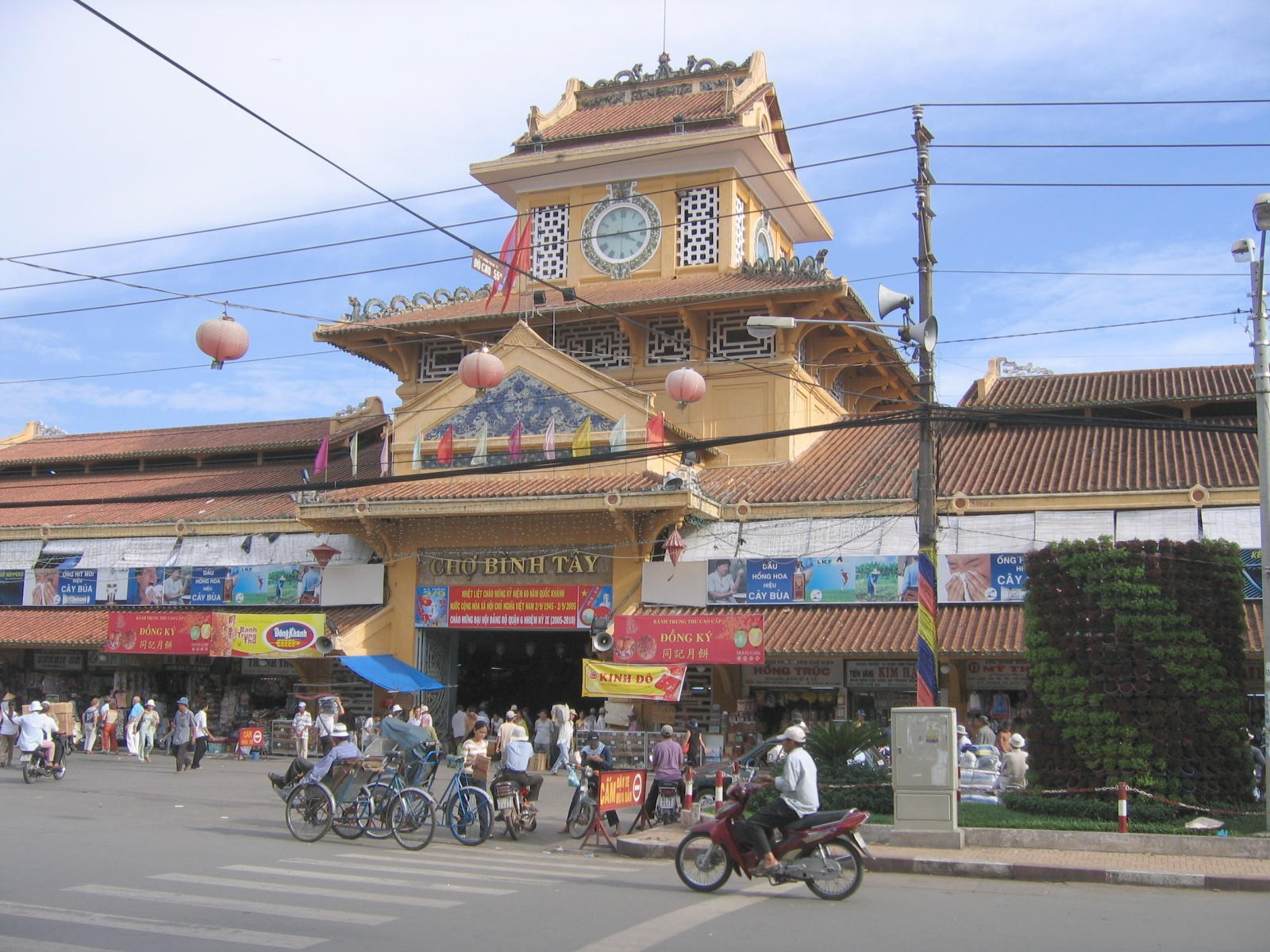
Тёлон — центр активности хоа в Хошимине. На фотографии — рынок Биньтэй

Хо́а (вьет. Hoa, Han, Xa Phang; кит. 華人) — народность, проживающая во Вьетнаме, в основном на юге страны. Ареал расселения на юге — города Нячанг, Камрань, Хошимин, на севере — Ханой. Общая численность около 862 371 чел. по данным на 1999 год. Относятся к китайской этнической группе.

## Язык
Принадлежат к народу хань. Говорят на языке юэ (кантонский диалект).

## История

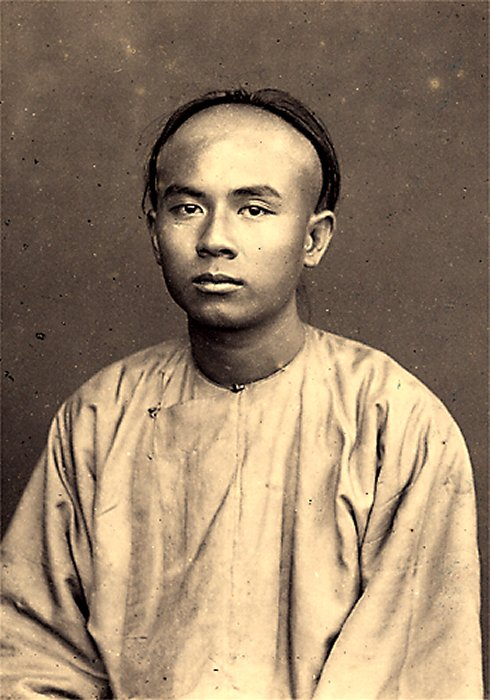
Молодой человек хоа, 1885 год

На территории Вьетнама хоа начали селиться с XVII века, однако самая крупная китайская иммиграция происходила в конце XIX и в начале XX века. По данным переписи 1999 г. они составляли 1,4 % населения.
Во время войны во Вьетнаме, до 1965 г., представители китайской диаспоры занимали, в основном, нейтральную позицию — в Южном Вьетнаме местный режим поддерживала лишь половина из них. Пользуясь коррумпированностью чиновников, хоа старались избегать службы в армии, или служить в тылу (на основе традиционного китайского принципа «хороший сын не будет солдатом»). Но потом отношение хоа к вьетнамским коммунистам (в Южном Вьетнаме) ухудшилось — правительство в Сайгоне поддерживало уже до 80 %.
После объединения Северного и Южного Вьетнамов, в Южном Вьетнаме были проведены экономические преобразования в сторону создания социалистического народного хозяйства. А так как до этого представители китайской диаспоры активно занимались торговлей, и контролировали до 80 % в этой области, то удар вьетнамских коммунистов по буржуазии в значительной степени пришёлся по хоа.
Перед началом войны произошли массовые переселения хоа в КНР. В упомянуто переселение 300 тысяч китайцев, из них 260 тысяч осело в КНР. По мнению автора, многим из беженцев не угрожала, например, физическая расправа. Скорее, они не видели для себя никаких перспектив добиться достатка.
По словам китайской стороны, это переселение провоцировали вьетнамцы, руководствовавшиеся советами из СССР. Проблемы во взаимоотношениях китайской диаспоры с властями страны проживания были названы одной из причин нападения КНР на Вьетнам.
Сами вьетнамцы утверждали (с. 22), что отъезд китайцев-специалистов, и других хоа (которому власти СРВ не препятствовали, уехало ~180 тыс. чел, с. 56) нанёс тяжёлый удар по экономике СРВ, и был преднамеренно спровоцирован разведкой КНР перед нападением для дестабилизации обстановки в стране. Проживавшие в СРВ китайцы пользовались теми же правами и имели те же обязанности, что и другие граждане Вьетнама. Но руководители КПК считали, что все китайцы во Вьетнаме являются гражданами КНР, и должны подчиняться руководству КНР (с. 80-81).
Многочисленная китайская диаспора (порядка 1.2 млн) использовалась во время нападения КНР на Вьетнам.
29 сентября 1977 г. Дэн Сяопин заявил, что нужно усилить работу с китайскими диаспорами, в том числе во Вьетнаме (общая численность хуацяо в Индокитае была ~20 млн.). Внешнее давление КНР на Вьетнам (нарушение поставок оборудования, отзыв специалистов, препятствия транзитной перевозке грузов через свою территорию) дополнялось действиями «пятой колонны»: под руководством посольства КНР были созданы про-китайские организации («союз жителей китайского происхождения, выступающих за мир»; «союз прогрессивных китайцев»; «единый фронт жителей китайского происхождения» и др). Члены этих организаций отказывались от службы в армии, разжигали национализм среди граждан Вьетнама (китайцев), пытались создать «движение за восстановление китайского гражданства». Была создана шпионская сеть хуацяо, проводилась работа по дестабилизации экономической обстановки — взвинчивались цены, распространялись фальшивые деньги и антиправительственные листовки, создавались тайники с оружием. Большая активность развивалась в пограничных районах, где проживало 160 тыс. хуацяо. Органы госбезопасности выявили лаборатории по изготовлению фальшивых документов. В пограничной провинции Каобанге использовали хуацяо, ранее живших во Вьетнаме, а затем прошедших подготовку (как диверсантов) в лагерях в КНР.
Фактически, перед войной, в приграничных провинциях Китая находилось много тысяч хоа. Из них ~20 тыс. прошло военную подготовку, и участвовали в нападении (в том числе как проводники, с. 56, 85, 113). Часть хоа, уехавших в КНР, использовалась на море для разведки, перевозки диверсантов, определения мест возможной высадки десанта (с. 153).
Спецслужбы КНР создавали подпольные организации, которые проводили диверсии на военных объектах Вьетнама, разжигали межнациональную рознь, провоцировали беспорядки, вели сбор разведывательной информации, и др). По данным вьетнамской разведки, заброска агентуры была начата уже с 1964 г., а только за вторую половину 1979 и начало 1980 г. было выявлено более 400 шпионско-диверсионных групп.

## Религия
Как и все вьетнамское общество, народ хоа склонен к религиозному синкретизму. В общинном доме (динь), который служит также деревенским храмом, представлены алтари различных местных духов-покровителей и многочисленные изображения будд и бодхисаттв, Конфуция и исторических персонажей. Хоа исповедуют и буддизм, однако в буддийских храмах зачастую поклоняются не только Будде, но и местным божествам и духам. Среди всех народностей Вьетнама распространен культ предков, почти в каждом деревенском доме можно видеть два алтаря — один, посвящённый предкам, а другой — Духу Земли.

## Культура
В каждом селении есть своя пагода, свой храм.
У хоа есть национальная опера — «шон ка» (son ca). У хоа очень большой набор музыкальных инструментов, которыми они славятся: дудки, флейты, барабаны, струнные, гонги.

## Брачные отношения
Жена селится в доме мужа. Невесту и жениха своим детям выбирают родители в соответствии с экономическим состоянием семьи и её социальным положением.

## Социальная организация
Для народности хоа характерно, что родственные семьи проживают на одной территории. Отец глава семьи, счёт родства — патрилинейный. Сыновья имеют право на наследство, старшему сыну достается бо́льшая доля.

## Экономика
Хоа занимаются торговым и промышленным предпринимательством, сельским хозяйством, а также кустарными промыслами. Наряду с этим есть и рабочие, служащие, учителя и преподаватели. Хоа выращивают водный рис; они весьма умелые ремесленные мастера, известные по всей стране.